# Représentation de la série discrète
En mathématiques, une représentation de la série discrète est une représentation unitaire irréductible d'un groupe topologique localement compact G qui est une sous-représentation de la représentation régulière à gauche de G sur L²(G). Dans la mesure de Plancherel, ces représentations ont une mesure positive. Le nom vient du fait qu'il s'agit exactement des représentations qui apparaissent discrètement dans la décomposition de la représentation régulière.

## Propriétés
Si G est unimodulaire, une représentation unitaire irréductible ρ de G est dans la série discrète si et seulement si un (et donc tous) coefficient matriciel
{\displaystyle g\mapsto \langle \rho (g)\cdot v,w\rangle ,}
où v, w sont des vecteurs non nuls est de carré intégrable sur G, par rapport à une mesure de Haar.
Lorsque G est unimodulaire, une représentation de la série discrète a une dimension formelle d, avec la propriété que
{\displaystyle d\int \langle \rho (g)\cdot v,w\rangle {\overline {\langle \rho (g)\cdot x,y\rangle }}dg=\langle v,x\rangle {\overline {\langle w,y\rangle }}}
pour v, w, x, y dans la représentation. Lorsque G est compact, cela coïncide avec la dimension lorsque la mesure de Haar sur G est normalisée de sorte que G ait pour mesure 1.

## Groupes semi-simples
Harish-Chandra (1965, 1966) a classé les représentations de la série discrète pour un groupe semi-simple connexe G. En particulier, un tel groupe a une série discrète non vide si et seulement s'il a le même rang qu'un sous-groupe compact maximal K. Autrement dit, un tore maximal T de K doit être un sous-groupe de Cartan de G. (Pour être précis, ce résultat demande que le centre de G soit fini, ce qui exclut des groupes tels que le revêtement simplement connexe de SL(2, R).) Cela s'applique en particulier aux groupes spéciaux linéaires ; parmi eux, seul SL(2,R) a des représentations de la série discrète (pour leur description, voir la théorie des représentations de SL(2,R)).
La classification de Harish-Chandra des représentations de la série discrète d'un groupe de Lie semi-simple connexe est donnée comme suit. Si L est le réseau des poids du tore maximal T, qui est un sous-groupe abélien libre de l'espace it où t est l'algèbre de Lie de T, alors il existe une représentation de la série discrète pour chaque vecteur v de
L + ρ,
où ρ est le vecteur de Weyl de G, qui n'est orthogonal à aucune racine de G. Chaque représentation de la série discrète apparaît de cette manière. Deux tels vecteurs v correspondent à la même représentation en série discrète si et seulement s'ils sont conjugués sous le groupe de Weyl WK du sous-groupe compact maximal K. Ainsi, si l'on fixe une chambre fondamentale pour le groupe de Weyl de K, alors les représentations de la série discrète sont en bijection avec les vecteurs de L + ρ qui appartiennent à cette chambre de Weyl et qui ne sont orthogonaux à aucune racine de G. Le caractère infinitésimal de la représentation de plus haut poids est donné par v (modulo le groupe de Weyl WG de G) par la correspondance de Harish-Chandra, qui identifie les caractères infinitésimaux de G avec des points de
(t ⊗ C) / WG.
Finalement, pour chaque représentation de la série discrète, il y a exactement
|WG|/|WK|
représentations de la série discrète qui ont le même caractère infinitésimal.
Harish-Chandra a ensuite prouvé pour ces représentations une formule analogue à la formule des caractères de Weyl. Dans le cas où G n'est pas compact, les représentations sont de dimension infinie, si bien que la notion de caractère est plus subtile à définir puisqu'il s'agit d'une distribution de Schwartz (représentée par une fonction localement intégrable), avec des singularités.
Le caractère est donné sur le tore maximal T par
{\displaystyle (-1)^{\frac {\dim(G)-\dim(K)}{2}}{\sum _{w\in W_{K}}\det(w)e^{w(v)} \over \prod _{(v,\alpha )>0}\left(e^{\alpha /2}-e^{-\alpha /2}\right)}}
(où le produit est sur les racines α ayant un produit scalaire positif avec le vecteur v). Lorsque G est compact, cela se réduit à la formule des caractères de Weyl, avec v = λ + ρ où λ est le plus haut poids de la représentation irréductible.
Le théorème de régularité de Harish-Chandra implique que le caractère d'une représentation de la série discrète est une fonction localement intégrable sur le groupe.

## Limite des représentations de la série discrète
Les points v de la classe à droite L + ρ qui sont orthogonaux aux racines de G ne correspondent pas à des représentations de la série discrète, mais ceux qui ne sont pas orthogonaux aux racines de K sont liés à certaines représentations irréductibles appelées limites des représentations de la série discrète. Il existe une telle représentation pour chaque paire (v, C) où v est un vecteur de L + ρ orthogonal à une racine de G mais non orthogonal à une racine de K correspondant à un mur de C, et C est une chambre de Weyl de G contenant v. (Dans le cas des représentations de la série discrète, il n'y a qu'une seule chambre de Weyl contenant v donc il n'est pas nécessaire de l'inclure explicitement dans la classification.) Deux paires (v, C) donnent lieu à la même limite de représentations de la série discrète si et seulement si elles sont conjuguées sous le groupe de Weyl de K. Tout comme pour les représentations de la série discrète, v détermine le caractère infinitésimal de la représentation. Il y a au plus |WG|/|WK| limites de représentations de la série discrète ayant un caractère infinitésimal donné.
Les limites de représentations de la série discrète sont des représentations tempérées, ce qui signifie en gros qu'elles sont très près d'être des représentations de la série discrète.

## Constructions de la série discrète
La construction originale de Harish-Chandra de la série discrète n'était pas très explicite. Plusieurs auteurs ont trouvé plus tard des réalisations plus explicites de la série discrète.
- Narasimhan et Okamoto 1970 ont construit une très grande partie de la série discrète dans le cas où l'espace symétrique de G est hermitien.
- Parthasarathy 1972 a construit beaucoup de représentations de la série discrète pour un groupe G arbitraire.
- Langlands 1966 a conjecturé et Schmid 1976 a prouvé, un analogue géométrique du théorème de Borel-Bott-Weil (en) pour la série discrète en utilisant la cohomologie L2 (en) au lieu de la cohomologie des faisceaux cohérents qui sert dans le cas compact.
- Par une application du théorème de l'indice d'Atiyah-Singer, Atiyah et Schmid 1977 ont construit toutes les représentations de la série discrète dans des espaces de spineurs harmoniques (en). Contrairement à la plupart des constructions précédentes, le travail d'Atiyah et Schmid n'utilise pas les théorèmes d'existence de Harish-Chandra dans leurs démonstrations.
- Les représentations de la série discrète peuvent aussi être construites par induction parabolique cohomologique à l'aide des foncteurs de Zuckerman (en).